# Plectrocnemia simplicissima
Plectrocnemia simplicissima is een fossiele soort schietmot uit de familie Polycentropodidae.